# Namchi (distrikt)
Namchi, till 2021 South District eller South Sikkim (nepali: दक्षिणी सिक्किम), är ett distrikt i den indiska delstaten Sikkim. Den administrativa huvudorten är Namchi. Antalet invånare är 146 850.